# Distretto di Andilamena
Il distretto di Andilamena è un distretto del Madagascar situato nella regione di Alaotra Mangoro. Ha per capoluogo la città di Andilamena.
La popolazione del distretto è di 66 826 abitanti (dato censimento 2011).)